# Jarlsberg
El jarlsberg és un formatge de pasta premsada cuita fet amb llet de vaca, de color daurat i amb forats de dimensions irregulars. Té un gust suau i dolç de nous, una textura molt similar a la mantega i és originari de la ciutat noruega de Jarlsberg, però també es produeix a Ohio  i Irlanda  sota llicències de productors lactis noruecs.

## Descripció
Té una escorça de cera groga i un interior groc semi-ferm. És un formatge suau i de textura cremosa. El sabor s'ha descrit com "net i ric, amb un sabor lleugerament dolç i a nous". Es tracta d'un formatge que tant serveix per cuinar com per elaborar aperitius. Té una edat mínima de tres mesos, tot i que algunes variacions tenen una edat mínima de 9, 12 o 15 mesos. Normalment es fabrica en peces de 10 quilograms, amb un diàmetre aproximat de 330 mil·límetres i una alçada de 95 a 105 mil·límetres. Els forats característics són el resultat de l'acció del bacteri Propionibacterium freudenreichii que es produeix naturalment a la llet i que s'afegeix al formatge durant la producció segons una fórmula secreta.

## Història
La història d’aquest formatge es remunta a mitjans de la dècada de 1850. Anders Larsen Bakke (1815–1899), agricultor i pioner en la indústria làctia noruega, produïa formatge al poble de Våle, aleshores al comtat de Jarlsberg, i Larviks Amt (actual Vestfold), uns 80 km al sud d'Oslo. El formatge comparteix similituds amb l'emmental, introduït a Vestfold pels fabricants de formatges suïssos durant la dècada de 1830. El 1855 ja apareix referenciat a l'informe anual del comtat de Jarlsberg i Larviks Amt, però després de diversos anys de notable èxit va desaparèixer del mercat.
L'actual formatge Jarlsberg va ser desenvolupat el 1956 per Ole Martin Ystgaard de l'Institut Dairy de la Universitat Agrícola de Noruega a partir de fórmules originàries de formatgers suïssos que es van traslladar a Noruega en aquell moment.